# Amonnakht
Amonnakht (litt. Amon le Puissant) est un prénom de l'Égypte antique.
C'est celui d'un artisan de Deir el-Médineh ayant porté plainte contre Paneb qui l'avait dépossédé du poste de chef d'équipe.
On trouve également ce nom évoqué dans un article de Bernard Mathieu.